# Brzezina (Godziątków)
Brzezina – część wsi Godziątków w Polsce, położona w województwie wielkopolskim, w powiecie kaliskim, w gminie Blizanów.
W latach 1975–1998 Brzezina należała administracyjnie do województwa kaliskiego.